# Pleurospermum franchetianum
Pleurospermum franchetianum là một loài thực vật có hoa trong họ Hoa tán. Loài này được Hemsl. miêu tả khoa học đầu tiên năm 1892.